# Eddie Mustafa Muhammad
Eddie Mustafa Muhammad, pierw. Edward Lee Gregory (ur. 30 kwietnia 1952 na Brooklynie w Nowym Jorku) – amerykański bokser, zawodowy mistrz świata kategorii półciężkiej.
Urodził się jako Edward Lee Gregory.

## Kariera amatorska
Jako bokser amator wygrał nowojorskie Złote Rękawice w 1971 i 1972. 

## Kariera zawodowa
Przeszedł na zawodowstwo w 1972. Startował początkowo w wadze średniej, a później w półciężkiej. W 1972 wygrał ze znanym bokserem Eugene’em „Cyclone” Hartem przez nokaut w 4. rundzie. W 1975 pokonał go na punkty Bennie Briscoe. 11 marca 1977 w Filadelfii Gregory wygrał na punkty z Matthew Franklinem, znanym później jako Matthew Saad Muhammad. 20 listopada tego roku w Turynie zmierzył się w walce o tytuł mistrza świata wagi półciężkiej federacji WBA, ale przegrał niejednogłośnie z dotychczasowym mistrzem Víctorem Galíndezem.
31 marca 1980 Knoxville ponownie otrzymał szansę walki pas mistrza świata WBA wagi półciężkiej z obrońcą tytułu, który w międzyczasie przeszedł w ręce Marvina Johnsona. Gregory zwyciężył przez techniczny nokaut w 11. rundzie i został nowym mistrzem. Wkrótce potem przeszedł na islam i przybrał imię Eddie Mustafa Muhammad. W 1980 zagrał w filmie Wściekły Byk postać boksera Billy’ego Foxa.
Dwukrotnie skutecznie bronił tytułu. 20 lipca 1980 w McAfee wygrał przez techniczny nokaut w 10. rundzie z Jerrym Martinem, a 28 listopada tego roku w Los Angeles z Rudym Koopmansem przez poddanie w 3. rundzie.
17 maja 1981 w Atlantic City przegrał niejednogłośnie towarzyską walkę z bokserem wagi ciężkiej Renaldo Snipesem, a 18 lipca tego roku w Las Vegas utracił tytuł mistrza świata po przegranej na punkty z Michaelem Spinksem. Następnie wygrał 10 walk, w tym z takim i pięściarzami, jak Lottie Mwale, Tyrone Booze i Rickey Parkey, i 21 grudnia 1985 w Pesaro zmierzył się o wakujący tytuł mistrza świata wagi półciężkiej federacji IBF z byłym mistrzem olimpijskim Slobodanem Kačarem, przegrywając niejednogłośnie na punkty. Po tej walce pauzował do 1988, w którym stoczył jeszcze trzy pojedynki i zakończył karierę bokserską.
Później pracował jako trener bokserski, obecnie trenuje m.in. Chada Dawsona.